# شون د. لوغان
شون د. لوغان (بالإنجليزية: Sean D. Logan)‏ هو سياسي أمريكي، ولد في 11 فبراير 1966. حزبياً، نشط في الحزب الديمقراطي والحزب الجمهوري. وقد انتخب عضو مجلس نواب أوهايو.